# Domnola
Domnola foi uma nobre franca do século VI. Era filha do bispo Vitório de Rennes e esposa primeiro de Burgoleno e então de Nectário; presumivelmente era mãe de Constantina com Burgoleno. Disputou a posse de um vinhedo com Boboleno, alegando que era de seu pai, e foi atacada e morta com alguns de seus servos por ele enquanto tentava ocupá-lo. O vinhedo talvez estava próximo de Angers e sua morte foi vingada por Antéscio.